# Onthophagus bernaudi
Onthophagus bernaudi är en skalbaggsart som beskrevs av Yves Cambefort och Nicolas 1991. Onthophagus bernaudi ingår i släktet Onthophagus och familjen bladhorningar. Inga underarter finns listade i Catalogue of Life.